# Жиганский улус
Жига́нский район (улус) или Жига́нский национа́льный эвенки́йский район (эвенк. Эдян Дуннэн якут. Эдьигээн улууһа) — административно-территориальная единица (район) и муниципальное образование (муниципальный район) в Республике Саха (Якутия) Российской Федерации.
Административный центр — село Жиганск.

## География
Площадь — 140,2 тыс. км². Расположен на севере Якутии. Граничит на севере с Булунским улусом, на востоке — с Эвено-Бытантайским, на юго-востоке — с Кобяйским, на юго-западе — с Вилюйским и на западе — с Оленёкским улусами.

### Природные условия
Улус располагается на Центральноякутской низменности, на востоке отроги Верхоянского хребта.
Улус пересекает с юга на север река Лена, по территории улуса протекают её многочисленные притоки — Линде, Муна.
Средняя температура января от −36…−40 °С, июля +14…+16 °С. Осадков выпадает в год 250—300 мм, 300—400 мм в отрогах Верхоянского хребта.
Гидрология
Протекают реки Бабарына, Бас-Юрях, Бегидян, Кюеленке, Мысык-Сяне, Кыстатыамка, Луктах, Мелти, Муна, Огоннёр-Юряге, Ого-Унгуохтах, Оручан — притоки реки Лена.
Наиболее крупные озёра: Улахан-Кюёль, Сиегемде, Биедели, Куонара, Мунгурдах.

## История
Центр улуса, Жиганск, был основан в 1632 году отрядом русских казаков под предводительством Петра Бекетова.
В 1783 году Жиганск обрёл статус города, став центром Жиганского уезда Якутской области. В 1805 году Жиганский уезд был упразднён, Жиганск вошёл в состав Верхоянского округа и статус города утратил.
В 1822 году образован Жиганский улус в составе Верхоянского округа.
В 1924 году образован Булунский округ Якутской АССР, который включал также территорию Жиганского улуса.
10 декабря 1930 года образован Жиганский национальный (эвенкийский) район. Впоследствии статус национального района был отменён.
В 2008 году улус вновь получил статус эвенкийского национального.

## Население
| 1970  | 1979  | 1989  | 2002  | 2007  | 2008  | 2009  | 2010  | 2011  |
| ----- | ----- | ----- | ----- | ----- | ----- | ----- | ----- | ----- |
| 4647  | ↗5136 | ↗5678 | ↘4312 | ↘4273 | ↘3984 | ↘3982 | ↗4296 | ↘4294 |
| 2012  | 2013  | 2014  | 2015  | 2016  | 2017  | 2018  | 2019  | 2020  |
| ↘4274 | ↗4291 | ↘4245 | ↗4246 | ↗4258 | ↘4238 | ↘4222 | ↘4178 | ↘4112 |
| 2021  | 2022  | 2023  |       |       |       |       |       |       |
| ↗4177 | ↘4156 | ↘4086 |       |       |       |       |       |       |

### Национальный состав
| национальность | человек | %     |
| -------------- | ------- | ----- |
| эвенки         | 2 046   | 47.45 |
| якуты          | 1 445   | 33.51 |
| русские        | 619     | 14.36 |
| эвены          | 63      | 1.46  |
| украинцы       | 52      | 1.21  |
| другие         | 87      | 2.02  |

## Муниципально-территориальное устройство
В Жиганский улус (район) входят 4 муниципальных образования со статусом сельских поселений (наслега):
| №        | Сельское поселение                                               | Административный центр | Количество населённых пунктов | Население (чел.) | Площадь (км²) |
| -------- | ---------------------------------------------------------------- | ---------------------- | ----------------------------- | ---------------- | ------------- |
| 1        | Бестяхский наслег                                                | село Бестях            | 1                             | ↘129             | 23430,55      |
| 2        | Жиганский эвенкийский национальный наслег                        | село Жиганск           | 1                             | ↗3382            | 31720,85      |
| 3        | Линдинский эвенкийский национальный наслег                       | село Баханай           | 1                             | ↗260             | 40018,43      |
| 4        | Эвенкийское муниципальное образование Кыстатыам (Ленский наслег) | село Кыстатыам         | 1                             | ↗408             | 45052,38      |
| 4.000001 | межселенная территория                                           |                        | 0                             | 0                |               |

### Населённые пункты
В Жиганском улусе (районе) насчитывается 4 населённых пункта.
| № | Населённый пункт | Тип  | Население | Муниципальное образование                         |
| - | ---------------- | ---- | --------- | ------------------------------------------------- |
| 1 | Баханай          | село | ↗260      | Линдинский наслег (эвенкийский национальный)      |
| 2 | Бестях           | село | ↘129      | Бестяхский наслег                                 |
| 3 | Жиганск          | село | ↗3382     | Жиганский наслег (эвенкийский национальный)       |
| 4 | Кыстатыам        | село | ↗408      | Кыстатыам (эвенкийское муниципальное образование) |

### Упразднённые населённые пункты
Село Джарджан на межселенной территории.

## Экономика

### Сельское хозяйство
Ведущее место в экономике занимают сельское хозяйство (оленеводство). После распада Советского Союза местный совхоз и звероферма были расформированы. Земли сельскохозяйственного назначения составляют 2,2 тыс. га. В улусе имеется коллективное предприятие, родовые общины, крестьянские хозяйства.

### Транспорт
Транспортные связи поддерживаются речным, воздушным и автомобильным транспортом. Пристани на р. Лена — Жиганск и Джарджан. В зимнее время в конце декабря прокладывается автозимник через Вилюйский район, по которой осуществляются грузовые и пассажирские перевозки до весны.